# Бёккель, Элизабет
Элизабет Бёккель (нем. Elisabeth Böckel) — фигуристка из Германии, бронзовый призёр чемпионата мира 1925 года, серебряный призёр чемпионатов Германии 1921, 1923, 1925 и 1927 годов в женском одиночном катании.
Элизабет Бёккель выступала также в парном катании. С Otto Hayek она заняла 9 место на чемпионате мира 1931 года.

## Спортивные достижения
| Соревнования/Сезоны | 1919 | 1920 | 1921 | 1922 | 1923 | 1924 | 1925 | 1926 | 1927 |
| ------------------- | ---- | ---- | ---- | ---- | ---- | ---- | ---- | ---- | ---- |
| Чемпионаты мира     |      |      |      |      |      |      | 3    | 4    |      |
| Чемпионаты Германии | 3    | 3    | 2    |      | 2    |      | 2    |      | 2    |

(с Otto Hayek)
| Соревнования/Сезоны | 1931 |
| ------------------- | ---- |
| Чемпионаты мира     | 9    |